# Regno d'Albania (1939-1943)
Il Regno d'Albania, a seguito dell'invasione italiana promossa dal regime fascista nel 1939, fu posto in unione personale con il Regno d'Italia. La corona albanese venne infatti assunta da Vittorio Emanuele III d'Italia. Durante la seconda guerra mondiale, a seguito delle annessioni del 1941, era conosciuto anche con il nome di Grande Albania. Nel settembre 1943, a seguito dell'annuncio dell'armistizio di Cassibile, il paese venne occupato dai tedeschi.

## Storia

### Gli anni venti e trenta
Il regno di Albania era già stato occupato temporaneamente dall'Italia come protettorato durante le fasi finali della prima guerra mondiale; tuttavia, con il Trattato di Tirana (20 luglio 1920) e il successivo trattato di amicizia con gli albanesi (2 agosto 1920), l'Italia riconobbe l'indipendenza e la piena sovranità dello Stato albanese e le truppe italiane lasciarono il Paese. Inoltre il trattato sancì il ritiro italiano da Valona, con il mantenimento dell'isolotto di Saseno, a garanzia del controllo militare italiano sul canale di Otranto.
Il testo del patto diceva: L'Italia si impegna a riconoscere e difendere l'autonomia dell'Albania e si dispone senz'altro, conservando soltanto Saseno, ad abbandonare Valona.
Con la presa del potere da parte di Mussolini, la politica estera italiana percorse nuovamente una linea aggressiva nei confronti dello Stato albanese e dell'intera penisola balcanica. L'elezione nel 1925 di Ahmed Zog come presidente della Repubblica pose le basi per la penetrazione italiana nella regione, in funzione anti-jugoslava; già nello stesso 1925 vennero stipulati accordi tra i due paesi grazie al lavoro sotterraneo del gerarca Alessandro Lessona, pur in dissenso con il Segretario Generale del Ministero degli Esteri Salvatore Contarini, che continuava a sposare una politica di amicizia con il Regno dei Serbi, dei Croati e degli Sloveni.
Con la ratifica di questi accordi Zog assecondò tutte le richieste italiane:
(Alessandro Lessona, Memorie,  Firenze, Sansoni, 1958, pp. 20-21)
Successivamente il governo albanese promulgò la "Legge del riordinamento monetario dell'Albania", ponendo le basi per la nascita, il 12 settembre 1925, della "Banca Nazionale d'Albania" (avente l'esclusività dell'emissione della carta moneta) e di lì a poco della Società per lo Sviluppo Economico dell'Albania (SVEA), che operando un investimento di 50 milioni di franchi oro, sancì il totale controllo italiano del settore economico-finanziario nel paese. Il 26 giugno 1926, inoltre, venne siglato l'accordo con il quale l'Azienda Italiana Petroli Albanesi (AIPA) assunse, in concessione esclusiva, la gestione delle risorse petrolifere della regione del Devoli.

Nel 1928 il presidente Zog si proclamò monarca, ma tale atto non fu riconosciuto dalla comunità internazionale, ad eccezione dell'Italia, e questo portò a un'intensificazione della collaborazione con l'Italia fascista. Il 30 agosto 1933 in Albania l'insegnamento della lingua italiana fu reso obbligatorio come seconda lingua in tutte le scuole del regno. Nel marzo 1939 Benito Mussolini propose a Re Zog un nuovo trattato.

(Ufficio Storico Stato Maggiore dell'Esercito, Le truppe italiane in Albania (1914-1920 e 1939), p. 251)
Il trattato venne articolato in 8 punti concernenti: l'alleanza militare tra i due paesi (art.1); l'integrità territoriale dell'Albania riconosciuta dall'Italia (art.2); la possibilità per l'Italia di intervenire con mezzi propri in caso di pericolo per l'ordine pubblico interno o per un'aggressione esterna al territorio albanese (art.3); una serie di accordi nel campo dello sfruttamento delle risorse e delle infrastrutture albanesi da parte italiana (artt. 4-5-6-7); e infine l'articolo 8, base per l'espansionismo demografico italiano in Albania, nel quale si legge:
(Jacomoni, pp. 102-103)
L'articolo 8 del trattato rappresentò il punto di rottura tra le due parti tanto che Zog, nonostante i suoi stretti legami con l'Italia, non poté accettare questa condizione:
(Jacomoni, p. 115)
Il rifiuto di Zog ebbe come conseguenza l'attacco militare al paese balcanico e la successiva occupazione italiana. L'attacco avvenne una settimana dopo la conclusione della guerra di Spagna (1º aprile 1939).

### L'occupazione militare italiana

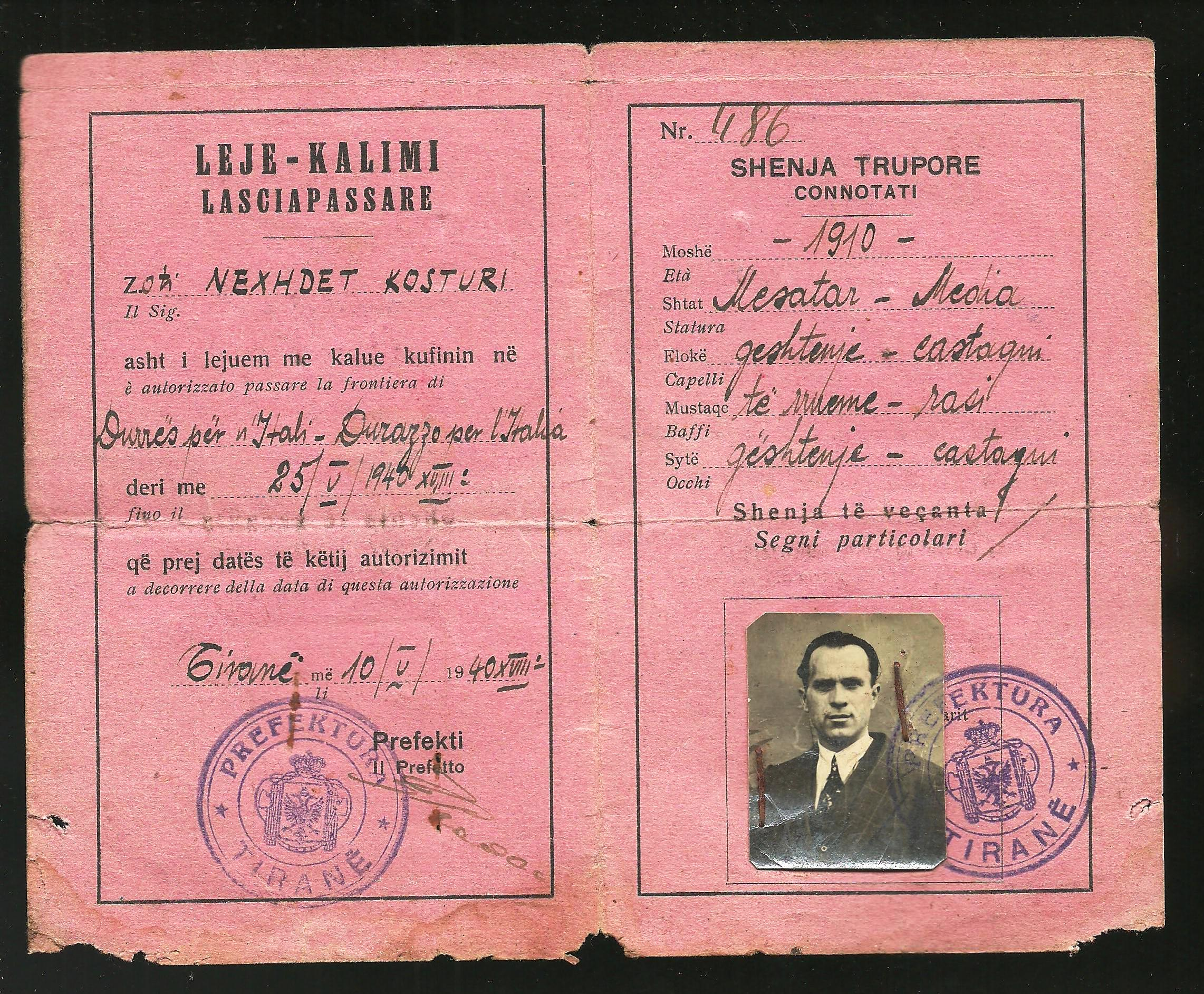
Lasciapassare del 1940 del Regno d'Albania rilasciato per il viaggio in Italia.

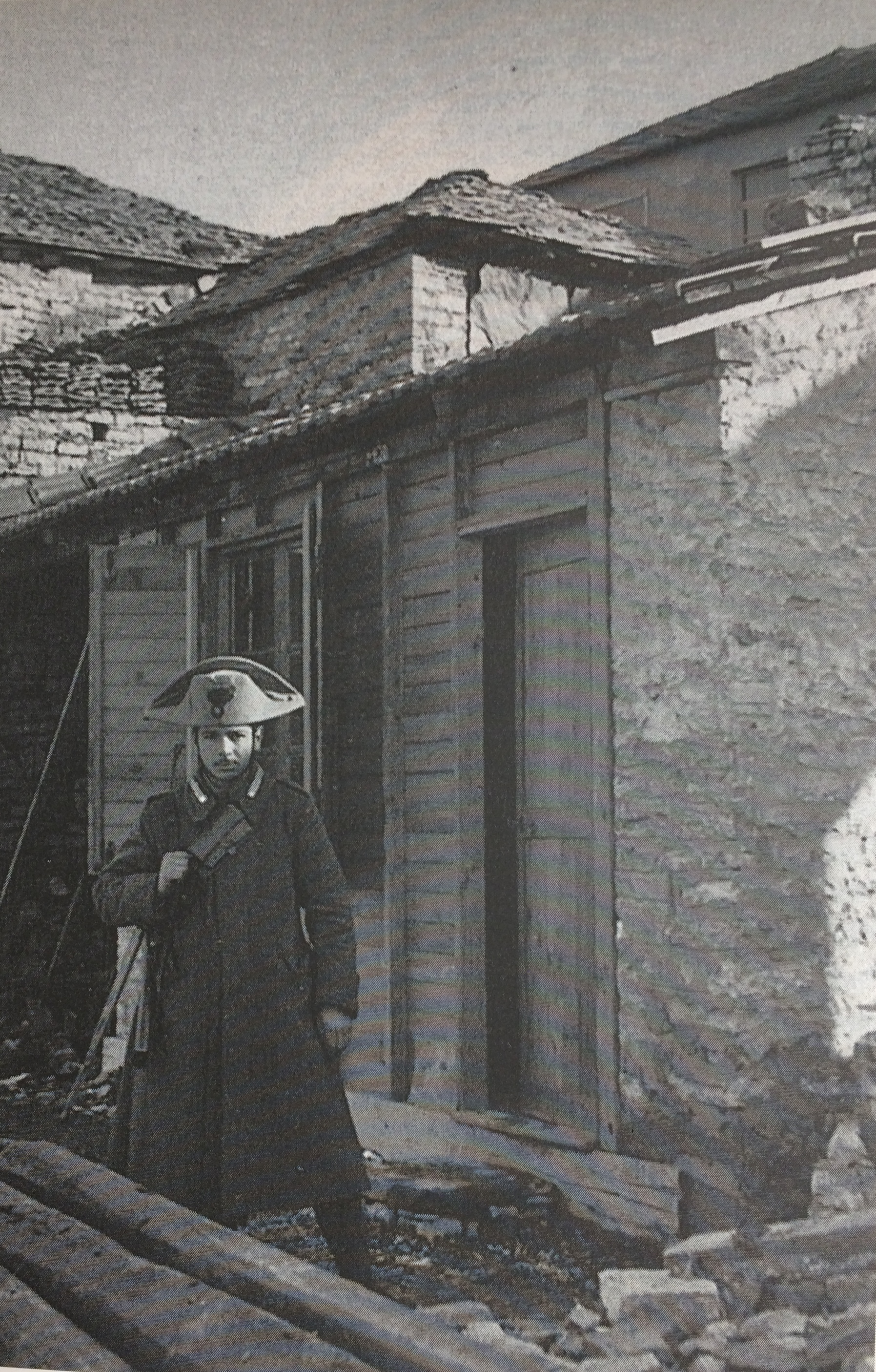
La casetta dei carabinieri ad Argirocastro, incaricati di fare la guardia all'edificio della Banca d'Albania.

L'occupazione militare dell'Albania da parte del Regno d'Italia avvenne il 7 aprile 1939. La prima ondata (1º Scaglione) del Corpo di Spedizione Oltre-Mare Tirana (OMT) investì il territorio albanese suddivisa in quattro colonne, le quali sbarcarono a San Giovanni di Medua, Santi Quaranta, Valona e Durazzo, non incontrando particolari resistenze dell'esercito albanese:
(Ufficio Storico Stato Maggiore dell'Esercito, Le truppe italiane in Albania (1914-1920 e 1939), relazioni del generale Guzzoni al Capo del Governo, al generale Pariani e al Ministero della Guerra, Foglio n.79 dell'8 aprile 1939, Foglio n. 265 del 12 aprile 1939, Foglio n. 1000 del 15 maggio 1939)
La resistenza armata albanese, organizzata ad esempio a Durazzo da Mujo Ulqinaku, si rivelò insufficiente contro le forze armate italiane. Il Re e il governo fuggirono in Grecia e furono obbligati all'esilio e l'Albania cessò de facto di esistere come Stato indipendente.
In totale gli italiani che sbarcarono in Albania e occuparono il Paese furono circa 22.000.
Gli italiani instaurarono un governo albanese fantoccio con una nuova Costituzione, approvata il 12 aprile a Tirana, che ratificò l'unione personale con la Corona d'Italia. Il 16 aprile il trono albanese fu assunto dal Re d'Italia Vittorio Emanuele III.
Per governare l'Albania venne istituita la figura di un luogotenente generale albanese, nominato formalmente da Vittorio Emanuele III e posto sotto la diretta dipendenza del Ministero degli Esteri italiano tramite il sottosegretario di Stato per gli Affari albanesi.
Gli affari esteri albanesi, come anche le risorse naturali, caddero sotto il diretto controllo dell'Italia. I fascisti permisero ai cittadini italiani di insediarsi in Albania con l'obiettivo di insediare una comunità italiana. Nel corso di tutta l'occupazione giunsero circa 11.000 coloni italiani (per lo più provenienti dal Veneto e dall'Italia meridionale) che si concentrarono principalmente nelle zone di Durazzo, Valona, Scutari, Porto Palermo, Elbasan e Santi Quaranta. A questi coloni si aggiunsero i 22.000 lavoratori italiani mandati temporaneamente in Albania nell'aprile 1940 per modernizzare il paese, costruendo strade, ferrovie e infrastrutture. L'Albania servì anche a Mussolini nel 1940 come base di partenza per la conquista della Grecia.
L'esercito albanese fu scettico sulla guerra italo-greca, per cui parte dei battaglioni albanesi schierati a fianco degli italiani abbandonarono il fronte su ordine di un loro comandante, il colonnello Pervizi.
Questo portò a una disastrosa ritirata delle forze italiane che permise ai greci d'occupare la città di Coriza. Le truppe albanesi furono tolte dal fronte e isolate nelle montagne dell'Albania settentrionale. Il colonnello Pervizi, con il suo staff di ufficiali, fu isolato a Puka.

### Le annessioni durante la guerra

Mappa dell'Albania nel 1942

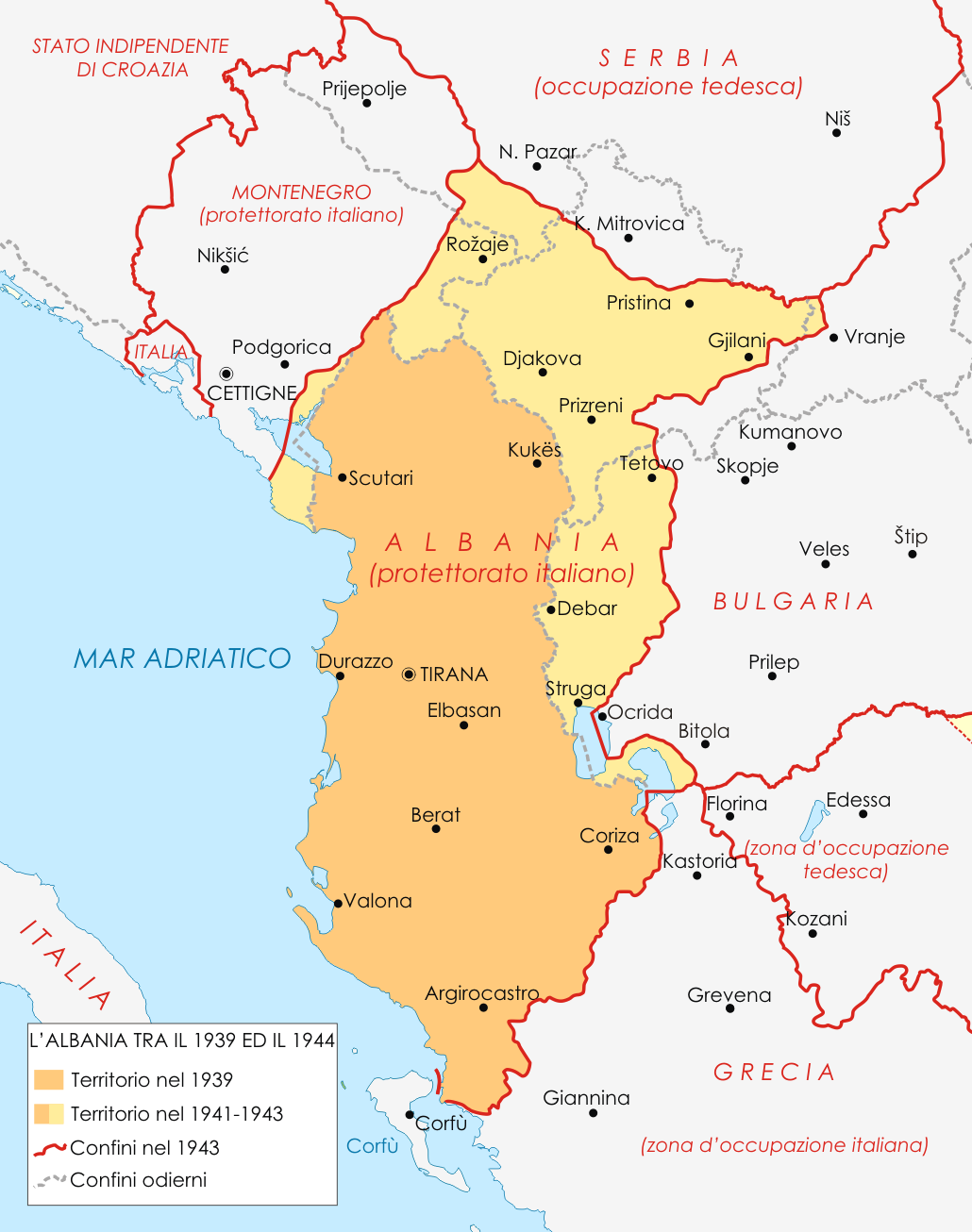
Mappa dell'Albania italiana durante la Seconda guerra mondiale

Nel 1941, durante la seconda guerra mondiale, in base al Nuovo Ordine europeo voluto da Hitler, l'Albania acquisì il territorio più occidentale della Banovina del Vardar (la Metochia nel Kosovo e il Dibrano, nelle attuali regioni macedoni del Polog e Sudoccidentale), mentre, a spese del Montenegro, estese le sue frontiere anche a nord (Rožaje, Plav e Dulcigno).
Nel Kosovo, l'istruzione in lingua albanese, non ammessa nel periodo del governo jugoslavo, divenne ufficiale e fu resa possibile grazie alle iniziative del Ministro dell'Educazione nel governo fantoccio di Mustafa Kruja. L'istruzione in lingua albanese nel Kosovo, peraltro, è proseguita durante la Federazione Jugoslava sino ai nostri giorni, quando si è realizzata l'indipendenza del Kosovo.
Tuttavia, tutte le modifiche territoriali operate dalle potenze dell'Asse nel 1941, sul territorio degli ex-regni di Jugoslavia e di Albania, furono considerate nulle al momento della stipulazione dei Trattati di Parigi (1947), che furono sottoscritti dalla Repubblica Socialista Federale di Jugoslavia e dalla Repubblica Popolare di Albania, in qualità di Stati successori dei due regni, ammettendo implicitamente la sopravvivenza di questi ultimi, sotto il profilo del diritto internazionale, anche durante il periodo dell'occupazione italo-tedesca.
Nelle nuove provincie albanesi del Kosovo e del Dibrano vivevano minoranze serbe, montenegrine e bulgare, che furono fatte oggetto di una politica d'albanizzazione forzata, alla quale le autorità italiane non si opposero. In tali territori l'opera di snazionalizzazione e di pulizia etnica furono la prassi: nomi e toponimi macedoni, greci, serbi e montenegrini furono albanizzati; furono "incoraggiati" i trasferimenti di popolazioni bulgare e greche dalle zone d'occupazione albanese verso quelle occupate dai bulgari e verso la Grecia.
Subito dopo la spartizione della Jugoslavia, sia il Regno di Bulgaria sia l'Albania si disputarono la Macedonia. Con la prima si schierarono i tedeschi, preoccupati di non suscitare attriti con i bulgari a causa dell'occupazione germanica di Salonicco, mentre Roma sostenne le rivendicazioni albanesi. I tedeschi concessero alle truppe bulgare di spingersi sino a Ocrida, dove le truppe italo-albanesi erano entrate per prime. A quel punto, l'ambasciatore italiano a Sofia, Massimo Magistrati, incontrò il suo omologo tedesco, affermando che Ocrida e Struga dovevano andare all'Albania. Wolfram von Richtofen gli rispose chiaramente che Berlino preferiva risolvere la questione a favore di Sofia (Ocrida era patria del veneratissimo San Clemente). La disputa fu così risolta: Tetovo, Gostivar, Kičevo e Struga, nonché la parte meridionale del lago di Ocrida e la zona del lago di Prespa (in tutto circa 230.000 abitanti) costituirono la provincia albanese del Dibrano, mentre la città di Ocrida e il resto della Macedonia jugoslava andarono ai bulgari.
L'irredentismo albanese rivendicava però anche la Ciamuria, regione greca abitata da un'importante comunità albanese. L'Italia sostenne le rivendicazioni albanesi e se ne servì per dare inizio alla campagna di provocazione della Grecia finalizzata alla giustificazione dell'azione militare italiana in terra ellenica. Dopo la totale occupazione della Grecia ad opera delle potenze dell'Asse (Operazione Marita), l'Italia cominciò a spianare la strada per un'imminente annessione alla Grande Albania dell'Epiro: facendo leva sul fenomeno dell'irredentismo albanese, gli italiani scatenarono una violenta persecuzione contro i civili greci e contro la comunità ebraica residente in Epiro. Le milizie albanesi guidate dagli ufficiali italiani distrussero, saccheggiarono e incendiarono interi villaggi eseguendo vere e proprie stragi di civili:
(A-ONU, carte dell'United Nations War Crimes Commission (UNWCC) pubblicate a cura di B. Mantelli, Gli italiani nei Balcani 1941-1943: occupazione militare, politiche persecutorie e crimini di guerra, in Qualestoria, n.1, XXX, giugno 2002)

### La resistenza albanese all'occupazione italiana

Natale 1941 al campo d'aviazione militare di Scutari

L'Italia diede inizio a una dura politica di persecuzione e repressione delle popolazioni slave presenti in Kosovo e Macedonia, puntando sull'esasperazione del conflitto interetnico, che portò all'eliminazione fisica o alla deportazione di intere comunità contadine, montenegrine e serbe, contro le quali furono particolarmente attivi gli albanesi, già aderenti a movimenti irredentisti e separatisti interni, o antimonarchici, quale ad esempio Besa Shqiptare, attivo sin dai tardi anni '20 nella resistenza di Scutari.

Le mire imperiali della politica fascista verso la Grecia coinvolsero non solo la popolazione civile ellenica, aggredita dal Regio Esercito, ma anche quella albanese che durante l'arretramento delle truppe italiane, obbligato dalla controffensiva greca, subì gravi conseguenze. Per consentire lo svolgimento delle operazioni militari vennero infatti sgomberate completamente intere zone abitate da civili albanesi e furono razziate, per necessità belliche, tutte le risorse disponibili del posto lasciando alla fame migliaia di profughi albanesi cacciati dalle proprie terre e abitazioni:

(Jacomoni, p. 274)
I primi nuclei di resistenza albanese all'occupante italiano scontarono, in special modo all'inizio, non poche difficoltà organizzative, in quanto poco e male armati (si pensi allo scarso armamento dell'Esercito regolare albanese per prefigurare i pochi mezzi a disposizione delle bande partigiane), ma poterono contare su un ampio appoggio della popolazione civile. Questo aspetto, affatto secondario, spinse gli italiani, che non volevano né potevano permettersi l'apertura di un fronte interno in Albania durante le operazioni belliche generali dal 1940 in poi, a repressioni selvagge della popolazione fiancheggiatrice del movimento partigiano.
Le misure punitive adottate contro i civili, come deterrente alla ribellione e mezzo di mantenimento dell'ordine interno, vennero razionalmente progettate fin dall'inizio della campagna albanese, in particolare il mezzo della rappresaglia feroce e indiscriminata fu lo strumento con il quale l'esercito e le forze di occupazione italiane pensarono di recidere alla base e con effetto immediato un possibile spirito di rivolta delle popolazioni locali.

Le difficoltà militari incontrate dall'Italia nella campagna di Grecia crearono come riflesso una situazione politico-sociale difficilmente controllabile sul territorio albanese. Le milizie collaborazioniste albanesi si smembrarono, facendo mancare agli italiani un supporto consistente per la gestione dell'ordine pubblico e per la repressione anti-partigiana:

(Archivio ANPI, La Resistenza albanese, consultabile anche sul sito internet www.anpi.it)

Il 12 maggio 1941 a seguito del fallito attentato contro il re Vittorio Emanuele III a Tirana e la fucilazione del giovane operaio albanese Vasil Laci, autore dell'azione, scoppiò una dura rivolta della popolazione contro l'occupante italiano, che in risposta eseguì con l'esercito, le milizie fasciste e il governo collaborazionista albanese numerose e pubbliche rappresaglie a scopo di monito verso la popolazione civile:

(Misefari, p. 123)
Nel 1942 il Regio Esercito diede vita a una vasta campagna di operazioni militari di rastrellamento e normalizzazione del territorio che si distese per 27 regioni dell'Albania con lo scopo di distruggere i gruppi partigiani organizzati, Cete, che operavano nella zona.
In importanti centri come Valona la resistenza partigiana divenne fenomeno di massa, obbligando l'amministrazione italiana all'impiego di centinaia di militari per operazioni di ordine pubblico. Città come Fier, Berat e Argirocastro, divenuti centri attivi di lotta partigiana, subirono da parte dei miliziani filo-fascisti albanesi rappresaglie e rastrellamenti particolarmente cruenti tanto che nella zona di Skrapari i villaggi investiti dalle operazioni di polizia vennero completamente rasi al suolo e dati alle fiamme, dopo la razzia dei beni civili.
In città, nelle quali l'opposizione anti-italiana assunse forme consistenti e attive, le forze fasciste operarono sistematicamente arresti, interrogatori, torture e impiccagioni pubbliche degli oppositori. Così a Valona divenne particolarmente conosciuto il maresciallo del SIM (Servizio Informazioni Militare) Logotito, il quale presenziava spesso agli interrogatori-tortura dei prigionieri politici nelle caserme, mentre a Tirana la caserma-prigione di via Regina Elena (oggi Rruga Barrigades) divenne particolarmente nota, non solo a causa dei violenti interrogatori a cui venivano sottoposti i prigionieri, ma anche per i casi di tortura e di morti verificatesi al suo interno.

La guerra di liberazione assunse con il passare dei mesi e con il rafforzamento organizzativo delle brigate partigiane, guidate dal comunista Enver Hoxha, una dimensione sempre più ampia, ma anche l'azione delle truppe italiane andò progressivamente radicalizzandosi rispetto alle misure repressive in danno delle popolazioni civili e del fronte partigiano

(Misefari, p. 136)
Il 14 luglio 1943 venne realizzata, dal Regio Esercito, un'imponente operazione militare antipartigiana nei villaggi intorno a Mallakasha e al termine di quattro giorni di combattimento, in cui vennero usate artiglieria pesante e aviazione, tutti gli 80 villaggi della zona vennero rasi al suolo causando la morte di centinaia di civili.
L'eccidio di Mallakasha al termine della guerra verrà simbolicamente ricordato dalle autorità albanesi come la "Marzabotto albanese" con la volontà di porre in relazione i brutali metodi dell'occupazione tedesca e quelli italiani riguardo al controllo territoriale.

### Il ritiro degli italiani e la guerra civile
Gli italiani erano sostenuti in Albania dal Partito Fascista Albanese. Dopo l'8 settembre 1943 circa 120 000 tra militari italiani, familiari e funzionari rimasero bloccati nel paese. Pervizi prese in consegna il comando italiano dal generale Dalmazzo, l'8 settembre 1943, alla capitolazione dell'Italia, con la condizione di dare ordine alle guarnigioni italiane di cessare ogni resistenza ed arrendersi agli albanesi.
Bande partigiane albanesi in quei giorni fucilarono centinaia di militari italiani, tra cui i carabinieri della Colonna Gamucci, guidata dal ten. colonnello Giulio Gamucci. Migliaia di italiani in quei mesi morirono di fame e di stenti. Vi fu anche chi formò delle formazioni partigiane autonome per combattere i tedeschi, come i battaglioni "Firenze" e "Gramsci".
Vi fu successivamente l'Occupazione tedesca del Regno d'Albania. Le Waffen SS costituirono con volontari albanesi la divisione 21. Waffen-Gebirgs-Division der SS "Skanderbeg" che operò contro i partigiani albanesi nel 1944. Dopo il ritiro delle truppe del Terzo Reich, l'Albania precipitò nella guerra civile: alcuni membri del partito fascista albanese e di quello nazista, combatterono contro comunisti e nazionalisti, sia in Albania che in Kosovo, e l'ultimo di questi gruppi ha cessato la lotta solo nel 1951.
Sotto la guida di Enver Hoxha, il Partito Comunista Albanese prese il potere il 29 novembre 1944, sconfiggendo le componenti nazionaliste guidate da Balli Kombëtar. Verso la fine del 1945, Hoxha fece tenere le elezioni, che proclamarono vincitori, con un'assoluta maggioranza, il gruppo del Fronte Democratico, che comprendeva i comunisti e rivoluzionari. Il nuovo governo prese il potere nei primi mesi del 1946, avendo come primo capo dello Stato il comunista Enver Hoxha.

### Le clausole del Trattato di Pace del 1947 e il rimpatrio degli italiani dopo 40 anni
Le statistiche dei danni arrecati all'Albania dall'occupante italiano parlano di 28.000 morti, 12.600 feriti, 43.000 deportati ed internati nei campi di concentramento, 61.000 abitazioni incendiate, 850 villaggi distrutti, 100.000 bestie razziate, centinaia di migliaia di alberi da frutto distrutti. I militari italiani inclusi nelle liste della Commissione delle Nazioni Unite per crimini di guerra e in quelle del governo dell'Albania, al 10 febbraio 1948 risultarono 145, dei quali 3 inclusi nella lista della commissione e 142 aggiunti con nota verbale dal governo albanese che ne fece richiesta di estradizione all'Italia. Nessuno degli accusati venne estradato e tanto meno processato.
La conclusione formale della guerra d'aggressione fu sancita con la sottoscrizione da parte della Repubblica Italiana, degli artt. 27-32 del Trattato di Parigi del 10 febbraio 1947.
In tale atto, l'Italia riconobbe la sovranità e l'indipendenza dello Stato di Albania, rinunciando anche all'isola di Saseno che le era stata ceduta con il Trattato di Tirana del 1920. L'Italia riconobbe altresì che tutte le convenzioni ed intese intervenute tra l'Italia e le autorità insediate dall'Italia in Albania tra il 7 aprile 1939 ed il 3 settembre 1943 fossero nulle e non avvenute, rinunciando egualmente a rivendicare ogni speciale interesse o influenza in Albania, acquisita in virtù di trattati od accordi conclusi prima di dette date.
Il trattato disponeva la perdita automatica della cittadinanza per tutti i cittadini italiani che, al 10 giugno 1940, erano domiciliati in territorio ceduto dall'Italia ad un altro Stato e per i loro figli nati dopo quella data, fatta salva la facoltà di optare per la cittadinanza italiana entro il termine di un anno dall'entrata in vigore del trattato stesso. Si dava inoltre facoltà allo Stato al quale il territorio era ceduto di esigere il trasferimento in Italia dei cittadini che avessero esercitato l'opzione suddetta entro un ulteriore anno.
Lo Stato al quale i territori erano stati ceduti, tuttavia, avrebbe dovuto assicurare il godimento dei diritti dell'uomo e delle libertà fondamentali, ivi comprese la libertà di espressione, di stampa e di diffusione, di culto, di opinione politica e di pubblica riunione a tutti i residenti nel territorio stesso. Non fu questo il caso dell'Albania, che la Conferenza di Jalta pose sotto l'influenza sovietica, nella quale, dopo la fine della guerra, Hoxha stava instaurando un terribile regime dittatoriale di stampo comunista.
Ai cittadini italiani presenti in Albania nel 1945 fu, infatti, preclusa la possibilità di rientrare in patria, nell'indifferenza generale dei governi italiani che si succedettero. Molti furono imprigionati dal nuovo regime. La soluzione dell'intricata questione internazionale avvenne solo dopo oltre 40 anni, alla caduta del regime comunista.

## Governi
Durante il Regno di Vittorio Emanuele III (dal 16 aprile 1939 al 27 novembre 1943) si alternarono sei governi, con cinque Primi Ministri:
- Shefqèt bey Vërlàci (dal 12 aprile 1939 al 4 dicembre 1941);

Xhafer Ypi (Ministro della Giustizia);
Malìq bey Bushàti (Ministro degli Interni);
Anton Beçav (Ministro dell'Economia Nazionale);
Fejzi bej Alizoti (Ministro delle Finanze);
Ernest Koliqi (Ministro della Pubblica Istruzione);
Xhemil Dino (Ministro degli Esteri).
- Mustafà Merlìka Krujë (dal 5 dicembre 1941 al 13 gennaio 1943);
- Eqerèm bey Libohòva (dal 18 gennaio 1943 al 12 febbraio 1943);
- Malìq bey Bushàti (dal 13 febbraio al 28 aprile 1943);
- Eqerèm bey Libohòva (dal 12 maggio al 9 settembre 1943);
- Ibrahìm bey Biçàku (dal 14 settembre al 21 ottobre 1943).

## Divisione amministrativa
Durante l'occupazione italiana l'Albania era divisa in 13 province:
- La Provincia di Scutari (capoluogo Scutari)
- La Provincia di Kukes (capoluogo Kukes)
- La Provincia di Alessio (capoluogo Alessio)
- La Provincia di Debar (capoluogo Debar)
- La Provincia di Durazzo (capoluogo Durazzo)
- La Provincia di Tirana (capoluogo Tirana) dove aveva sede il Luogotenente Generale
- La Provincia di Elbasan (capoluogo Elbasan)
- La Provincia di Levani o provincia di Apollonia (capoluogo Levani)
- La Provincia di Berati (capoluogo Berati)
- La Provincia di Corizza (capoluogo Corizza)
- La Provincia di Argirocastro (capoluogo Argirocastro)
- La Provincia di Valona (capoluogo Valona)
- La Provincia di Pristina o del Cossovo (capoluogo Pristina), aggiunta nel 1941

L'isola di Saseno, presso Valona, venne inserita nel 1920 nel comune italiano di Lagosta e con questo fece parte, dal 1923 al 1941, della provincia di Zara (Venezia Giulia), poi nel 1941 venne inglobata nella nuova provincia di Cattaro (Governatorato di Dalmazia), di cui fece parte fino al 1943.

## Luogotenenti Generali del Regno

Stendardo del Luogotenente del Re, adottato il 30 luglio 1940.

- Francesco Jacomoni di San Savino (22 aprile 1939 - 18 marzo 1943)
- Alberto Pariani (18 marzo 1943 - 8 settembre 1943)

## Forze armate
L'Albania non aveva proprie forze armate, ma all'interno delle Forze armate del Regno d'Italia vennero costituiti reparti formati da personale albanese: i Cacciatori d'Albania e la Guardia reale albanese nel Regio esercito, la Milizia fascista albanese nelle camicie nere.